# محمد عجيب
محمد عجيب (بالإنجليزية: Mohammed Ajeeb)‏ هو إمبراطور في البنك المركزي البريطاني وهو رئيس بلدية برادفورد السابق. عجيب هو أول عمدة آسيوي (باكستاني) في المملكة المتحدة.

## السيرة الشخصية
ولد محمد عجيب في ميربور، آزاد كشمير في عام 1938. كان عجيب في مدرسة داديال الثانوية ثم درس في كلية محلية في المنطقة وذهب إلى الدراسة في جامعة كراتشي. انتقل عجيب إلى بريطانيا في عام 1957، واستقر في نوتنغهام. عمل أولا في مصنع للصابون ثم في وسائل النقل العام، كان أيضا ضابط مسكن مع لجنة العلاقات المجتمعية في المقاطعة.
في عام 1973 تم تعيينه مساعد مدير في مشروع سكن اسمه شير في برادفورد وأصبح مديره في عام 1976. بعد انضمامه إلى حزب العمال في عام 1974، أصبح عجيب رئيس مجلس علاقات المجتمع في برادفورد في عام 1977 وانتخب إلى مجلس مقاطعة برادفورد متروبوليتان في عام 1979. في عام 1984 انتخب رئيسا لمجموعة العمل في المجلس وأصبح عمدة اللورد في 1985-86.
في عام 2001 حصل عجيب على جائزة البنك المركزي في تكريم عيد ميلاد الملكة.

## جدال
تعرض عجيب لانتقادات بسبب إقالة مدير المدرسة راي هونيفورد الذي كتب في عام 1984 مقالا في مجلة ساليسبري ريفيو يقول فيه إن التعدد الثقافي يضر بالأطفال الباكستانيين الذين يدرسهم.